# 興定
興定（1217年九月—1222年八月）是金宣宗的第二个年号。金宣宗使用興定这个年号一共六年。

## 改元
- 貞祐五年——九月八日，改元興定。[2]
- 興定六年——八月九日，改元元光。[3]

## 大事记
1217年九月，金宣宗改元興定，大赦國內。

## 纪年對照表
| 興定 | 元年   | 二年   | 三年   | 四年   | 五年   | 六年   |
| ---- | ------ | ------ | ------ | ------ | ------ | ------ |
| 公元 | 1217年 | 1218年 | 1219年 | 1220年 | 1221年 | 1222年 |
| 干支 | 丁丑   | 戊寅   | 己卯   | 庚辰   | 辛巳   | 壬午   |

## 同期其他政权使用的年号
- 中國
  - 嘉定（1208年－1224年）：宋—宋寧宗趙擴之年號
  - 光定（1211年－1223年）：西夏—夏神宗李遵頊之年號
  - 天開（1205年－1225年）：大理—段智祥之年號
- 越南
  - 建嘉（1211年－1224年）：李朝—李旵之年號
- 日本
  - 建保（1214年－1219年）：土御門天皇之年号
  - 承久（1219年－1222年）：土御門天皇之年号
  - 貞應（1222年－1224年）：後堀河天皇之年号

## 深入閱讀
- 李崇智. . 北京: 中華書局. 2004年12月. ISBN 7101025129.
- 鄧洪波. . 臺北: 國立臺灣大學東亞經典與文化研究計劃. 2005年3月  [2022-01-04]. ISBN 9789860005189. （原始内容 (pdf)存档于2007-08-25）.

## 参看
- 中國年號索引

| 前一年號： 貞祐 | 金朝年号 | 下一年號： 元光 |